# 존 윌리엄슨 네빈

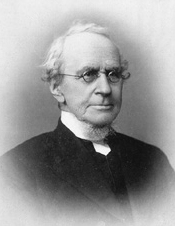

존 윌리엄슨 네빈(John Williamson Nevin, 1803년 2월 20일~1886년 6월 6일) 은 미국의 신학자이며 교육교사이다. 그는 펜실베니아 프랭크시에서 부친인 조각가이며 시인인 블랑쉬 네빈에게서 태어났다.

## 경력
그는 노스캐롤라이나 휴 윌리엄슨의 조카로 스코틀랜드의 혈통을 가졌고 장로교의 훈련을 받았다. 그는 1821년에 프린스턴 신학교에서 신학을 공부했으며 찰스 핫지가 잠시 자리를 비운 2년동안 교수로 지냈다. (1826-1828)  또한, 웨스턴 신학교 (현재의 피츠버그 신학교)에서 성경신학을 가르쳤다.
니앤더의 영향을 받아, 그는 서서히, "청교도적 장로교주의"에서 벗어나게 되었다.

## 성찬논쟁
그는 그의 저서인 <The Mystical Presence: a Vindication of the Reformed or Calvinistic Doctrine of the Holy Eucharist(1846)>에서 성만찬에서 "그리스도의 영적인 실재 임재"를 주장하였다.  그것으로 인해 그는 "가톨릭적인 경향"으로 필립 샤프와 함께 정죄 받기도 하였다. 이것으로 찰스 핫지와 논쟁을 벌였으며 핫지는 "개혁교회들은 울리히 츠빙글리의 기념설부터 장 칼뱅까지 스펙트럼이 다양하고 신앙고백서들은 타협적 문서"라고 주장하였다.
로버트 레담은 네빈이 미국 개신교의 개인주의에 거의 홀로 반대하며, 성례와 교회를 무시하는 미국 복음주의 개신교를 질타했다고 주장하였다.

## 저서
- The Anxious Bench- A Tract of the Times (1843)
- The  Reformed Pastor : Lectures on Pastoral Theology
- The Heidelberg Catechism: The Mercersburg Understanding of the German Reformed Tradition
- The Mystical Presence : And The Doctrine of the Reformed Church on the Lord's Supper (Mercersburg Theology Study Book1)

### 2차 문서
- John Williamson Nevin  High-Church Calvinist ( American Reformed Biographies ) D. G. 하트, 2005